# إدوارد س. بانفيلد
إدوارد س. بانفيلد (بالإنجليزية: Edward C. Banfield) هو عالم سياسة أمريكي، ولد في 19 نوفمبر 1916 في Bloomfield, Connecticut ‏ في الولايات المتحدة، وتوفي في 30 سبتمبر 1999 في فيرمونت في الولايات المتحدة.

## وصلات خارجية
- إدوارد س. بانفيلد على موقع الموسوعة البريطانية (الإنجليزية)